# France Turk
France Turk, slovenski učitelj in gledališki igralec, * 3. april 1885, Gaberje, † 15. november 1926, Sarajevo.

## Življenje in delo
Turk je osnovno šolo obiskoval v rojstnem kraju, nižjo gimnazijo v Gorici (1896–1900) in učiteljišče v Kopru (1901–1905). Učiteljeval je na osnovni šoli v Ajdovščini in drugih krajih. V Ajdovščini je odkril slikarski talent V. Pilona in starše pregovoril, da so ga dali v šole. Povsod je z  mladino prirejal dramske predstave in 1910 tudi sam nastopil na goriškem na odru. Po nasvetu igralca in režiserja A. Cerarja je 1912 ilegalno odšel v Srbijo, se vključil v neko potujočo igralsko skupino in nastopal s psevdonimom Rade Romanović. V sezoni 1913/1914 bil član mestnega gledališča v Bitoli, tu ustanovil lastno igralsko skupino, a se ob izbruhu 1. svetovne vojne kot prostovoljec priključil srbski vojski. Med 1914–1918 je šel skozi vsa srbska bojišča, se umikal čez Albanijo, pristal v bazah srbske vojske na otoku Krfu in  Bizerti (Tunis) ter bil član vojnega gledališča. Tudi na solunski fronti je bil soustanovitelj in član frontnega gledališča. Leta 1919 je služboval v Hercegnovem, se tu poročil, ponovno ustanovil gledališko skupino, 1920 pa nastopil v SNG v Ljubljani. Leta 1922 je postal tehnični vodja in režiser Narodnega gledališča v Sarajevu (upravnik gledališča Branislav Nušić), se razvil v odličnega režiserja, izrednega inscenatorja in dekoraterja. Režiral vrsto dram in komedij. Najbolj je Turku ležala režija salonske, francoske komedije, tu in tam je tudi sam igral manjše vloge. Bil je zelo popularen in priljubljen. Turk je sodeloval pri adaptaciji stavbe Narodnega Gledališča v Sarajevu, in 1926 začel izdajati gledališki list Pozornica.